# Дурова Надія Андріївна
Надія Андріївна Ду́рова, у шлюбі Чернова (рос. Надежда Андреевна Дурова; 17 (28 вересня) 1783 — 21 березня (2 квітня) 1866, Єлабуга, Вятська губернія, нині місто в Татарстані, РФ) — військова діячка, перша в Російській імперії жінка-офіцерка («кавалерист-дівиця»), перша жінка, яка за бойову відвагу нагороджена солдатським знаком військового ордена; письменниця.

## Життєпис
Народилася в сім'ї відставного гусарського офіцера, згодом — чиновника, городничого Андрія Дурова (зі шляхетсько-козацького роду Туровських) та Марфи Дурової (Олександрович), дочки полтавського поміщика. Мати, не задоволена тим, що народилася дівчинка (бо вона чекала сина), віддала її на виховання гусару Астахову, який прищепив Надійці любов до військової справи.
У віці 18 років Надія одружилася з чиновником 14-го класу Сарапульського нижнього земського суду Василем Черновим, народила сина Івана і, залишивши чоловіка, повернулася з дитиною до батьків. У 1806 році у день своїх іменин вирушила купатися, прихопивши старий козацький одяг. Перевдягнувшись у чоловіче вбрання, залишила на березі свою сукню. Батьки вирішили, що вона втопилася. А вона в чоловічому одязі, назвавшись «поміщицьким сином Олександром Васильовичем Дуровим», приєдналася до донського козачого полку, що прямував на війну з французами. У 1807 році була прийнята товаришем (рядовим із дворян) кінного Польського полку під чоловічим ім'ям Олександра Соколова.
Полк наприкінці березня направили до Пруссії, звідки Дурова написала лист батькові, просячи пробачення за свій учинок. Батько звернувся до царя з проханням розшукати дочку. За повелінням государя Н. Дурову було залишено на службі з присвоєнням їй імені Олександра Андрійовича Александрова, яке вона носила до смерті, навіть коли її син прислав матері лист, питаючи її благословення на шлюб. Побачивши звернення «матінка», вона, не читаючи, кинула лист у вогонь. І тільки після того, як син прислав лист з проханням до Олександра Андрійовича, вона написала «благословляю». Зараховано корнетом до Маріупольського гусарського полку, що дислокувався на Волині та у Тернопільському окрузі. За участь у боях та спасіння життя пораненого офіцера в 1808 році нагороджена солдатським Георгіївським хрестом. Тимчасово служила ад'ютантом генерала М. Милорадовича в Києві. У 1811 році Дурова перейшла до Литовського уланського полку, в складі якого брала участь у бойових діях Вітчизняної війни 1812 року. В званні поручик командувала взводом, напівескадроном, виконувала обов'язки чергового дорученця у П. Коновніцина. У Бородінській битві її контужено, проте вона залишилася у лавах Збройних сил. Невдовзі стала ад'ютантом (ординарцем) фельдмаршала М. Кутузова, пройшла з ним до с. Тарутино (тепер населений пункт Калузької обл., РФ). Учасник кампаній 1813—1814 років. За хоробрість мала кілька нагород.
Прослуживши майже 10 років, у 1816 році в чині штабс-ротмістра Дурова вийшла у відставку. Потім кілька років мешкала в Санкт-Петербурзі та у дядька  в Москві, а звідти виїхала до м. Єлабуга.
Померла Н. Дурова у віці 83 років. Поховали її, згідно із заповітом, у чоловічому вбранні, з воїнськими почестями на Троїцькому цвинтарі Єлабуги.

## Літературна діяльність
У своїх численних походах Дурова вела записки, що згодом стали основою її літературних творів. Вона написала спогади «Кавалерист-дівиця» (1836), які високо оцінив О. Пушкін. Пізніше побачило світ продовження — «Записи Олександрова (Дурової). Додаток до Дівиці-кавалериста» (1839).

## Пам'ять
У 1842 р. вийшла перша повість, присвячена подвигам Надії Дурової. Так за життя її було визнано унікумом. 
Н. Дуровій присвячено роман Д. Мордовця «Двенадцатый год» (1885), п'єсу-комедію О.Гладкова «Давним-давно» (1941), музичний кінофільм режисера Е. Рязанова «Гусарська балада» (1962).
У Єлабузі (Російська Федерація, республіка Татарстан) — існує музей-усадьба Надії Дурової. 